# Curtiss-Wright CW-15
El Curtiss-Wright CW-15 Sedan fue un avión utilitario de cuatro asientos producido en pequeñas cantidades en los Estados Unidos, a principios de los años 30 del siglo XX.

## Diseño y desarrollo
Era un monoplano de ala alta arriostrada con tren de aterrizaje convencional de rueda de cola, y con cabina totalmente cerrada, recordando superficialmente al Travel Air 10. En el momento del diseño del CW-15, Travel Air había sido adquirida recientemente por Curtiss-Wright.

## Historia operacional
David Sinton Ingalls usó un CW-15 para desplazarse mientras realizaba campaña para las elecciones a Gobernador de Ohio.

## Variantes
CW-15C
Propulsado por un Curtiss Challenger, nueve construidos.
CW-15D
Propulsado por un Wright R-760, tres construidos.
CW-15N
Propulsado por un Kinner C-5, tres construidos.

## Especificaciones (CW-15C)
Referencia datos: Curtiss Aircraft 1907–1947

### Características generales
- Tripulación: Uno (piloto)
- Capacidad: Tres pasajeros
- Longitud: 9,3 m (30,4 ft)
- Envergadura: 14,2 m (46,4 ft)
- Altura: 2,7 m (8,8 ft)
- Superficie alar: 22 m² (236,8 ft²)
- Perfil alar: Göttingen 593[3]
- Peso vacío: 945 kg (2082,8 lb)
- Peso cargado: 1488 kg (3279,6 lb)
- Planta motriz: 1× motor radial de seis cilindros refrigerado por aire Curtiss R-600 Challenger.
  - Potencia: 138 kW (190 HP; 188 CV)

### Rendimiento
- Velocidad máxima operativa (Vno): 185 km/h (115 MPH; 100 kt)
- Velocidad crucero (Vc): 156 km/h (97 MPH; 84 kt)
- Alcance: 845 km (456 nmi; 525 mi)
- Techo de vuelo: 3700 m (12 139 ft)
- Régimen de ascenso: 3 m/s (591 ft/min)

## Aeronaves relacionadas

### Desarrollos relacionados
- Travel Air Model 10

### Secuencias de designación
- Secuencia Numérica (interna de Travel Air): ← 11 - 12 - 14 - 15 - 16
- Secuencia CW-_ (interna de Curtiss): ← CW-11 - CW-12 - CW-14 - CW-15 - CW-16 - CW-17 - CW-18 →